# Krim Car Import
Die Krim Car Import Company war ein US-amerikanischer Automobilhersteller, der zwischen 1966 und 1969 in Detroit ansässig war.
Gebaut wurden zwei verschiedene Roadster namens Krim-Ghia.
Der kleinere 1500 GT basierte auf dem Fiat 1500. Er hatte 2504 mm Radstand und wurde von einem obengesteuerten, getunten Vierzylinder-Reihenmotor von Fiat mit 1481 cm³ Hubraum angetrieben, der 86 bhp (63 kW) Leistung entwickelte.
Das größere Modell wurde auf Basis des Plymouth Barracuda gebaut. Sein Radstand betrug 2692 mm und er wurde von einem obengesteuerten V8-Motor angetrieben, den Plymouth beisteuerte. Er hatte 4474 cm³ Hubraum und leistete 245 bhp (180 kW).